# Спиридон (Папагеоргиу)
Митрополи́т Спиридо́н (греч. Μητροπολίτης Σπυρίδων, в миру Гео́ргиос Папагеорги́у, греч. Γεώργιος Παπαγεωργίου, англ. George Papageorge; род. 24 сентября 1944, Уоррен, Огайо) — епископ Константинопольской православной церкви на покое, в 1996—1999 годы — архиепископ Американский. Лауреат Почётной медали острова Эллис.

## Биография
Родился 24 сентября 1944 года в Уоррене, штат Огайо, и был сыном Клары и Константина Джорджа. Учился в начальной школу в Стьюбенвилле, штат Огайо, где его отец был врачом, а также на острове Родос, родном для его семьи. После того как его семья переехала в Тарпон-Спрингс, он играл в школьной футбольной команде до окончания школы. Окончил школу в 1962 году.
Поступил в Богословскую школу на острове Халки, которую окончил с отличием в 1966 году, а затем поступил в аспирантуру Женевского университета в Швейцарии, специализируясь на истории протестантских церквей.
С 1966 по 1977 год служил секретарём в постоянной делегации Константинопольского Патриархата при Всемирном совете церквей.
30 ноября 1968 года рукоположён в сан диакона с наречением имени Спиридон в честь святителя Спиридона Тримифунтского, покровителя острова Корфу. 1 февраля 1976 года рукоположён в сан пресвитера Митрополитом Родосским Спиридоном (Синодиносом). Служил приходским священником в Риме.
Получив стипендию Константинопольского Патриархата, он затем изучал Византийскую литературу в Бохумском университете в Германии с 1969 по 1973 год. Служил секретарём Православного центра в Прени-Шамбези, Женева, где он был директором его известного информационного бюллетеня «Episkepsis». В 1976 году Спиридон был назначен настоятелем греческой православной общины святого Андрея Первозванного в Риме, где он служил до 1985 года.
Его пребывание в Италии, где католицизм занимает видное место, привело к тому, что в 1984 году он был назначен исполнительным секретарем Межправославной комиссии по богословскому диалогу между православной и Римско-католической церквями.
24 ноября 1985 года был рукоположён в титулярного епископа Апамейского, викария Австрийской митрополии, продолжая служить в Риме.
5 ноября 1991 года была учреждена Италийская митрополия, на которую был переведён епископ Спиридон с возведением в сан митрополита.
Он уделил особое внимание православной молодёжи, создав Союз греческих православных студентов Италии, и спустя столетия он возобновил православное монашество в Италии, вновь открыв византийский монастырь святого Иоанна Теристиса в Калабрии.
В 1992 году он был назначен председателем межправославной комиссии по богословскому диалогу между Православной Церковью и Всемирной лютеранской Федерацией. Он был делегатом Вселенского Патриарха Варфоломея на специальном Синоде римско-католических епископов в Европе, который состоялся в Риме в 1991 году, где его выступление о богословском диалоге между православием и католицизмом получило большую похвалу.
30 июля 1996 года, учитывая факт его рождения в США, был назначен архиепископом Американским. Его назначению на данную кафедру предшествовало разделение прежней греческой архиепископии Северной и Южной Америки на 4 самостоятельные епархии: Американскую архиепископию на территории США, Торонтскую митрополию на территории Канады, Панамскую митрополию на территории Мексики и Центральной Америки и Буэнос-Айресскую митрополию на территории Южной Америки. Американская архиепископия, которую он возглавил по разным оценкам насчитывала от 800 000 до двух миллионов человек
Подал в отставку с поста главы Американской архиепископии, которая была утверждена 19 августа 1999 года и вступала в силу с 30 августа того же года и назначен титулярным митрополитом Халдийским, Херианским и Керасундским.
Назначения не принял и 15 сентября 1999 года покинул Нью-Йорк и переехал в Лиссабон. 4 сентября 2000 года почислен на покой из-за отказа от назначения.
Проживая в Португалии на покое, давал интервью и писал статьи для греческой прессы в Америке.